# 子房山站
子房山站是徐州地铁1号线的地铁站，位于中华人民共和国江苏省徐州市云龙区淮海东路与圆梦东路交叉口，于2019年9月28日开通。

## 车站结构
子房山站沿淮海东路东西设置，为地下二层岛式站台车站，车站长303.8米，标准段宽21.7米，车站地下一层为站厅层，地下二层为站台层，站台设置全高站台门。车站东侧设有一条单渡线。
| 地面              | 出入口 | 3、4、5出入口                                                                                                 |
| 地下一层          | 站厅   | 客服中心、自动售票机、验票机                                                                                  |
| 地下二层          | 站台   | \| \| \| █ 1号线往路窝（徐州火车站） \| \| 島式 · 開左邊车门 \| \| \| \| \| \| █ 1号线往徐州东站（铜山路） \| |
|                   |        | █ 1号线往路窝（徐州火车站）                                                                                   |
| 島式 · 開左邊车门 |        | |
|                   |        | █ 1号线往徐州东站（铜山路）                                                                                   |

## 车站出口
子房山站目前开放3个出入口，各出口及周围设施如下所示：
| 出口编号            | 照片 | 出口指示         | 建议前往的目的地 |
| ------------------- | ---- | ---------------- | ---------------- |
| 3 · 出口            |      | 淮海东路（南侧） | 圆梦花园         |
| 4 · 出口            |      | 淮海东路（南侧） | 徐州站东广场     |
| 5 · 出口 · （设有） |      | 淮海东路（北侧） | 东山寺           |
| 图例： 设有         |      |                  |                  |

## 接驳交通

### 公交车
- 子房山地铁站：76路

## 车站历史
车站建设时期工程名为站东广场站，开通前确定以子房山站作为车站正式名称。本站位于正在建设的徐州火车站东广场地下，未来将成为与国铁徐州站的共构车站。
- 2016年12月31日，车站主体结构封顶[2]。
- 2019年9月28日，车站随1号线一期通车开通[1]。